# Paméra Losange
Paméra Losange (née le 28 août 2002 à Sarcelles), est une athlète française, spécialiste des épreuves de sprint. 

## Biographie
Paméra Losange est malentendante. Elle a participé en 2022 aux Deaflympics.
En 2023, elle se classe deuxième du relais 4 × 100 m des Championnats d'Europe espoirs. Fin juillet, elle remporte le titre du 200 mètres des championnats de France 2023 à Albi.

## Palmarès

### International
| Date | Compétition                    | Lieu  | Résultat | Épreuve   | Temps   |
| ---- | ------------------------------ | ----- | -------- | --------- | ------- |
| 2018 | Championnats d'Europe jeunesse | Győr  | 2e       | 100 m     | 11 s 75 |
| 2023 | Championnats d'Europe espoirs  | Espoo | 2e       | 4 × 100 m | 43 s 39 |

### National
| Date | Compétition                     | Lieu    | Résultat | Épreuve    | Temps   |
| ---- | ------------------------------- | ------- | -------- | ---------- | ------- |
| 2022 | Championnats de France          | Caen    | 2e       | 200 mètres | 23 s 23 |
| 2023 | Championnats de France          | Albi    | 1re      | 200 mètres | 23 s 25 |
| 2024 | Championnats de France en salle | Miramas | 1re      | 200 mètres | 23 s 59 |
| 2025 | Championnats de France en salle | Miramas | 2e       | 200 mètres | 23 s 69 |

## Records
| Épreuve | Temps   | Lieu               | Date         |
| ------- | ------- | ------------------ | ------------ |
| 100 m   | 11 s 28 | Bonneuil-sur-Marne | 7 juin 2023  |
| 200 m   | 23 s 06 | Sarcelles          | 14 juin 2023 |